# Chiesa di San Giacomo (Chichester)
La chiesa di San Giacomo (in inglese St James's Church) è la parrocchiale anglicana che si trova ad Birdham, parrocchia civile nel comune di Chichester nell'omonimo distretto del West Sussex, in Inghilterra. Il luogo di culto risale al  XIV secolo, rientra nella diocesi di Chichester ed è considerato monumento di prima categoria per il suo particolare interesse storico e architettonico.

## Storia

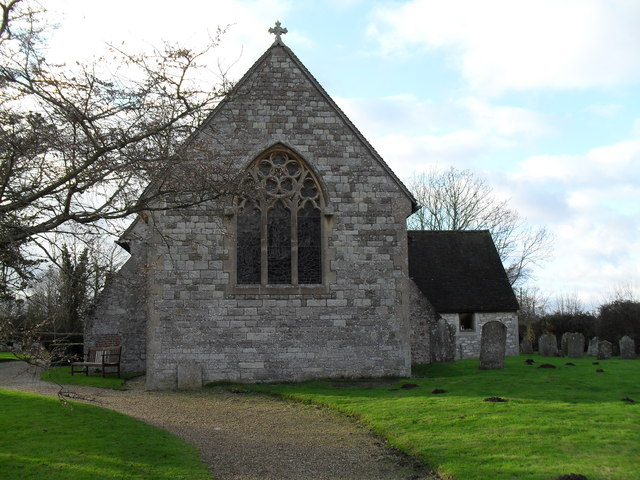
Parte della struttura vista posteriormente

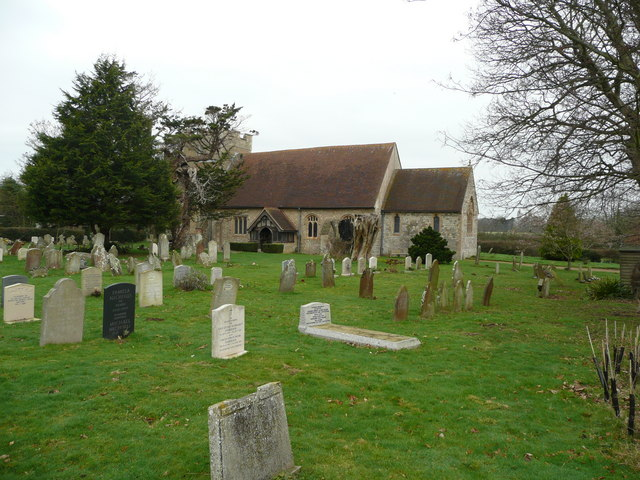
Chiesa con la sua area cimiteriale

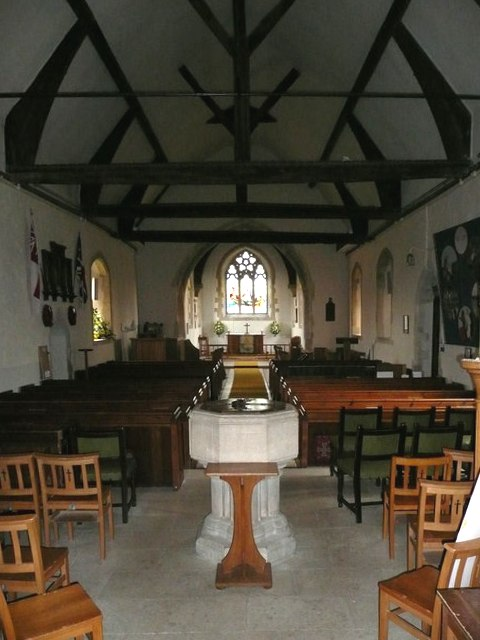
Interno della sala

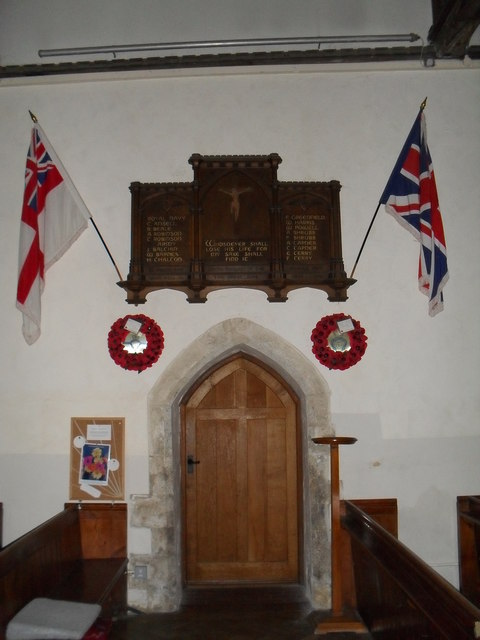
Wall mounted World War I memorial, monumento ai caduti durante la prima guerra mondiale nella sala

La navata centrale senza navate laterali sembra risalire all'inizio del XIV secolo, ma alcune parti potrebbero essere anche più antiche. Una torre esisteva già allora poi sostituita da quella che ci è pervenuta della metà del XVI secolo mentre il presbiterio è stato ricostruito nel XIX secolo. Prima del XIX secolo la chiesa di Birdham era dedicata a San Leonardo. Nonostante le modifiche successive, il profilo di base della navata bassa e ampia senza navate laterali in macerie potrebbe essere del XII secolo e le semplici porte a tutto sesto potrebbero essere del XII secolo. Una piccola struttura a nord-ovest suggerisce che siano state apportate modifiche nel XIII secolo. Nel 1851 il presbiterio era relativamente piccolo, il che sarebbe coerente con una datazione antica. L'arco della torre aveva tre fusti raggruppati che sono tipici dell'inizio del XIV secolo e mostrano che una torre era già prevista. Anche l'arco del presbiterio molto rimaneggiato risale a questo periodo. Le finestre della navata sono state rinnovate nel XV secolo. Quella a nord è stata spostata per far posto all'organo a canne ma la sua posizione originale può essere ancora individuata. L'esistenza delle finestre del XIV secolo è la prova migliore che fosse prevista una torre che altrimenti potrebbe essere messo in dubbio, poiché nessuna delle tre travi principali del tetto merlato recente si trova all'estremità occidentale, dove ce ne sarebbe stata una se ci fosse stato un campanile poi scomparso. Quattro lasciti testamentari per la costruzione della torre sono datati tra il 1540 e il 1546. Lo stato incompleto di quest'opera del XIV secolo è una buona prova che questa non fu completata allora. Nelle indagini del 1602 e del 1610 si dice che le finestre siano state in parte murate e nel 1636 si diceva che necessitavano di lavori, ma non ci sono documenti su cosa potrebbe essere stato fatto in seguito. Un'ulteriore modifica durante questo periodo è l'inserimento di una galleria occidentale. Un grosso intervento venne realizzato attorno alla seconda metà del XIX secolo. G. M. Hills progettò un restauro che avvenne in due fasi. Innanzitutto, nel 1863, fu ricostruito il presbiterio con finestre in stile XIV secolo. Hills tornò nel biennio 1882-1883 per restaurare la navata e la torre con un nuovo portico in legno a sud e dettagli rinnovati. Si dice che abbia rimosso il tetto, ma almeno le travi principali furono rimesse, sebbene le piastre murarie merlate siano state ampiamente riparate. In tempi più recenti la maggior parte degli accessori è stata rimossa, probabilmente intorno al 1964, quando le piastrelle XIV secolo furono trovate nel presbiterio sotto quelle XIX secolo. Da allora è stata aggiunta una grande estensione a nord sul lato nord del presbiterio.

## Descrizione
La chiesa dal 5 giugno 1958 viene giudicata un edificio di particolare interesse storico e architettonico in Inghilterra o Galles, classificata come monumento di prima categoria.

### Esterni
La chiesa di San Giacomo si trova ad Birdham, parrocchia civile posta a sud ovest di Chichester nel West Sussex, in Inghilterra. Il luogo di culto in gotico inglese è circondato dal cimitero della comunità. La facciata è caratterizzata dalla grande torre alla base della quale si trova il portale di accesso principale sovrastato, in asse, dalla grande finestra che porta luce alla sala. La torre è tozza e in gran parte intonacata, con pesanti contrafforti diagonali e una torretta quadrata a scale sproporzionatamente grande a sud che è più bassa del parapetto. Grandi contrafforti su entrambi i lati della navata potrebbero essere stati aggiunti in questo periodo. La porta occidentale modellata, la finestra occidentale rinnovata e le singole aperture della campana della torre sono probabilmente rispettose delle originali, così come i merli.

### Interni
La sala è divisa in due navate. Il fonte battesimale è ottagonale e risale al 1883. La finestra policroma orientale mostra la storia evangelica della pesca miracolosa con la cattedrale di Chichester sullo sfondo fu realizzata nel 1978. All'interno della sala si trova il Wall mounted World War I memorial, il monumento commemorativo per i caduti della prima guerra mondiale montato a parete.